# K-18 Karelija
K-18 Karelija (rusko К-18 Карелия) je strateška jedrska podmornica razreda Delfin Ruske vojne mornarice. Poimenovana je po republiki Kareliji. Projekt je razvil konstruktorski biro Rubin, glavni konstruktor pa je bil Sergej Nikitič Kovaljov. Njen gredelj je bil položen 7. februarja 1986, splavljena je bila 2. februarja 1989, predaja vojni mornarici pa je bila 10. oktobra 1989 in podmornica je postala operativna v 31. diviziji podmornic Severne flote v Gadžijevem.
Leta 1990 se je podmornica odpravila na prvo bojno patruljiranje, leta 1994 pa tretje. Marca in septembra 2000 ter februarja 2004 je podmornica izstrelila rakete. Novo patruljiranje je opravila leta 2015.
Podmornica je bila modernizirana med letoma 2004 in 2009.
Aprila 2004 je podmornico obiskal predsednik Ruske federacije Vladimir Putin.
Februarja 2022 se je podmornica udeležila vaje Grom-2022 in izstrelila raketo Sinjeva.